# Nick Winter (athlétisme)
Anthony William ("Nick") Winter (né le 25 août 1894 à Brocklesby - mort le 6 ou 7 mai 1955 à Pagewood) est un athlète australien spécialiste du triple saut.
Sélectionné dans l'équipe d'Australie pour participer aux Jeux olympiques de 1924, Nick Winter remporte le concours du triple saut avec la marque de 15,52 m, égalant ainsi le record du monde de la discipline détenu par l'Américain Dan Ahearn depuis l'année 1911. Il devance finalement l'Argentin Luis Brunetto et le Finlandais Vilho Tuulos. Éliminé au stade des qualifications lors des Jeux de 1928, il remporte les Championnats d'Australie en 1930.

## Palmarès
- Jeux olympiques d'été de 1924 à Paris :
  -  Médaille d'or du triple Saut.